# Carlos Lapa
Carlos Adílson Pinto Lapa (Recife, 7 de dezembro de 1944) é um político brasileiro.

## Carreira política
Ex-prefeito de Carpina, se elegeu deputado estadual por Pernambuco, em 1986. Na Casa Joaquim Nabuco, foi vice-presidente da Assembleia Estadual Constituinte, em 1989. Como parlamentar, considerado principal aliado do ex-governador Miguel Arraes, exerceu sua função na Alepe até 2003.
Em 2002 Carlos conseguiu 41.132 votos para deputado federal, equivalente 1,1%, o que lhe concedeu o diploma de segundo-suplente.
Primeiro-suplente no curso do mandato e com a eleição de Eduardo Campos para governador, Carlos Lapa assumiu em janeiro sua vaga na Câmara dos Deputados para cumprir o último mês de mandato da legislatura 2003/2007.
Em 2006 candidatou-se ao mesmo cargo, conseguindo 25.529 votos, equivalente a 0,61%.
Filiado ao PP de Pernambuco, em 2010 foi novamente candidato a deputado federal e não foi eleito.
Foi candidato a deputado federal por Pernambuco pelo Partido Social Liberal e não foi eleito. Obteve 23.448 votos (0.52%).
Casado com a ex-prefeita de  Tracunhaém, Graça Lapa, Carlos é pai da ex-deputada estadual Ana Carla Lapa.